# Polytoca wallichiana
Polytoca wallichiana là một loài thực vật có hoa trong họ Hòa thảo. Loài này được (Steud.) Benth. miêu tả khoa học đầu tiên năm 1881.